# Piknik

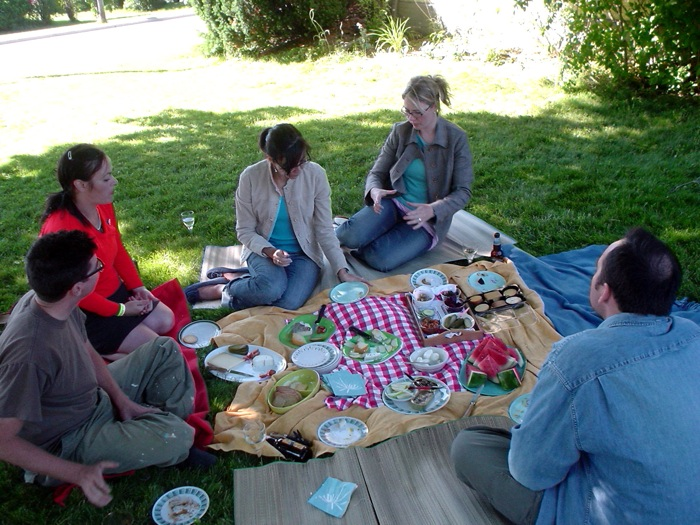
Piknik

Piknik – forma wypoczynku, polegająca na spożywaniu posiłku na świeżym powietrzu, na wcześniej rozłożonym kocu.

## Sztuki plastyczne

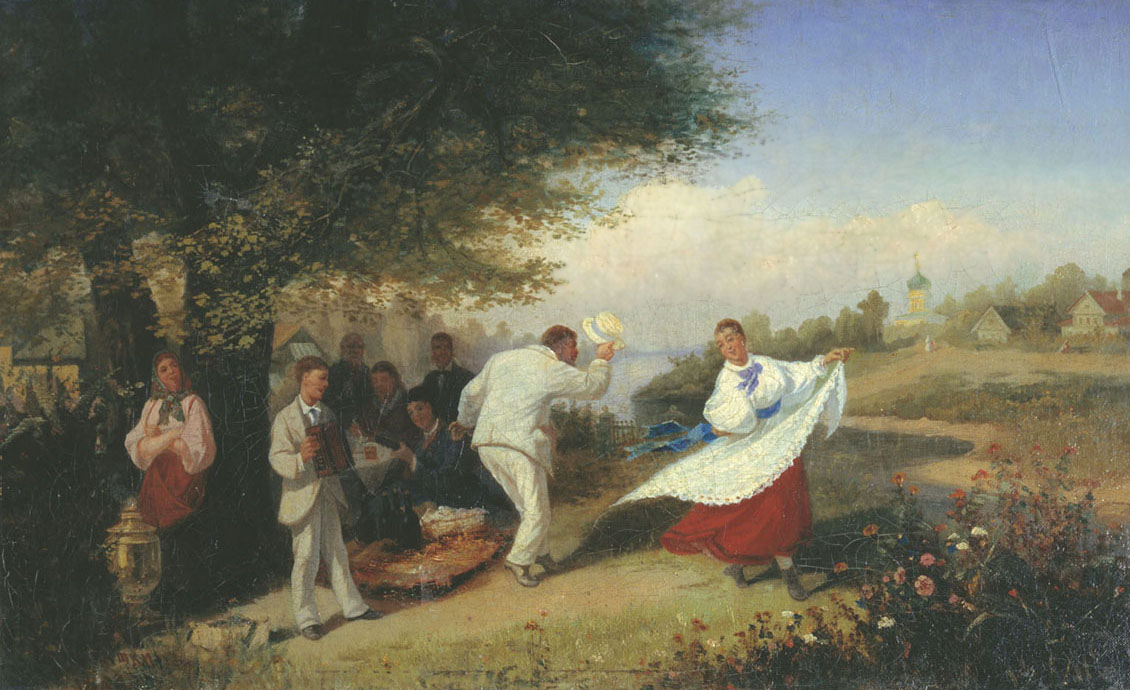
Leonid Solomatkin Piknik (1882)
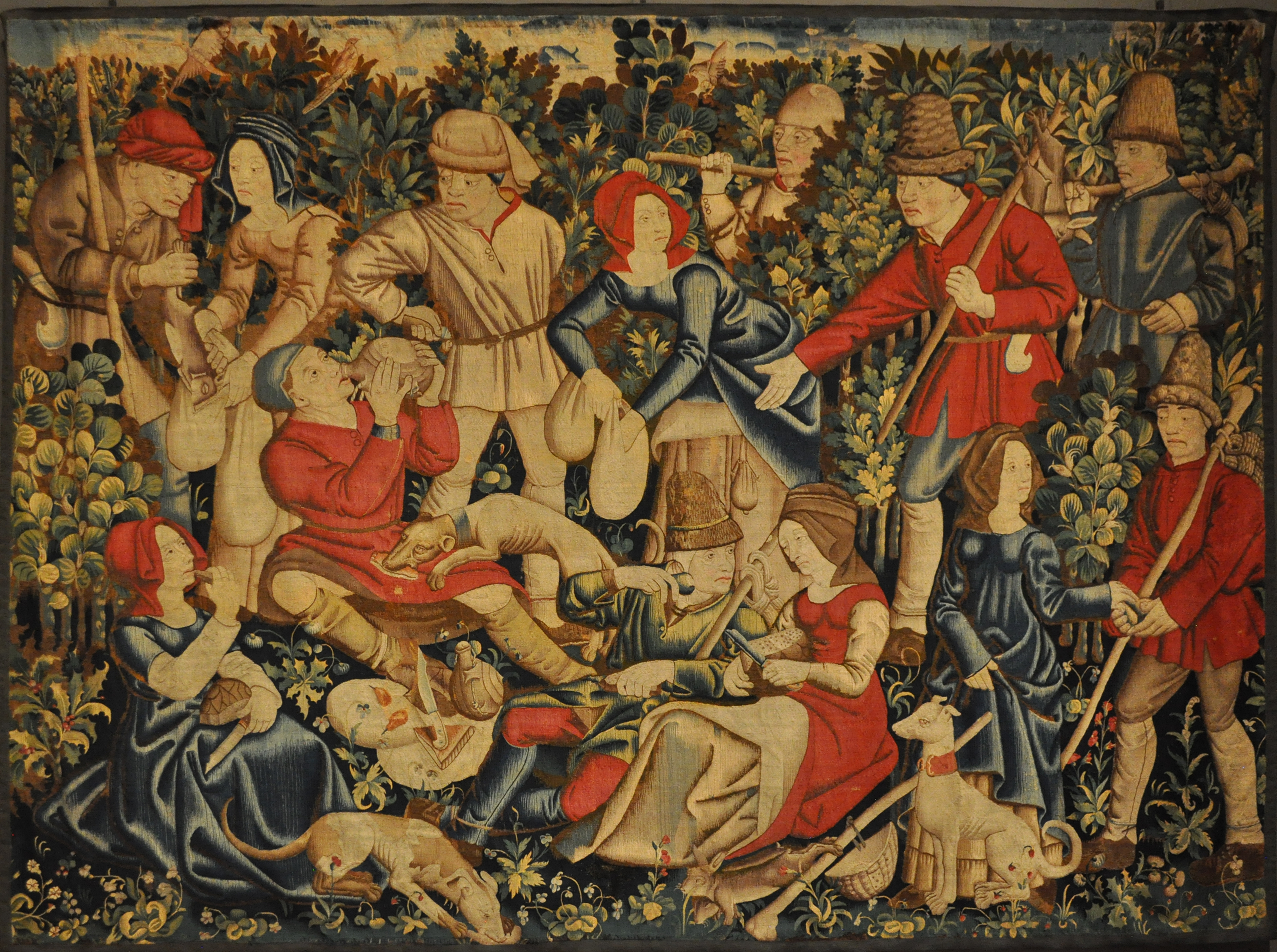
Obraz z XV wieku